# Patara Choervaleti
Patara Choervaleti (Georgisch: პატარა ხურვალეთი, Klein Choervaleti) is een dorp in centraal-Georgië met 414 inwoners (2014), gelegen in de gemeente Gori (regio Sjida Kartli) aan de feitelijke grens van de afscheidingsrepubliek Zuid-Ossetië. Het dorp ligt ongeveer 20 kilometer ten noordoosten van het gemeentelijk centrum Gori en 65 kilometer ten noordwesten van hoofdstad Tbilisi. 
Choervaleti werd sinds 2013 bekend door de bejaarde Georgische boer die "wakker werd in een ander land", nadat Russische troepen rollen prikkeldraad door zijn erf hadden getrokken, dat hem afsneed van de rest van Georgië. Het dorp werd met hem en zijn vastberadenheid aan de Zuid-Osseetse kant te blijven wonen verstoken van zijn pensioen en boerenland, iconisch voor de Russische bezetting van Georgië en hij ontving sindsdien aan het prikkeldraad jaarlijks diplomatieke en regeringsdelegaties.

## Achtergrond

Situatie Choervaleti

Patara Choervaleti is het grootste en centrale dorp van drie naast elkaar gelegen dorpen met de naam Choervaleti: meteen aan de noordkant van Patara Choervaleti ligt het hoger gelegen Didi Choervaleti (Georgisch: დიდი ხურვალეთი, Groot Choervaleti), en een kleine kilometer ten noordwesten ligt Achali Choervaleti (Georgisch: ახალი ხურვალეთი, Nieuw Choervaleti), dicht tegen het Zuid-Osseets gecontroleerde Tsinagari.
Vier kilometer naar het zuiden, vlak bij de autosnelweg S1, ligt het IDP-dorp Choervaleti, wat lokaal ook Achali Choervaleti wordt genoemd. Dit dorp met 139 huizen werd in 2009 gebouwd voor burgers die door de oorlog in 2008 zijn verdreven uit Zuid-Ossetië.
De dorpen zijn onderdeel van de administratieve gemeenschap (თემი, temi) Sjavsjeti. Het IDP dorp valt budgettair onder de verantwoordelijkheid van de zogeheten tijdelijke administratief-territoriale eenheden Eredvi en Koerta. De inwoners van het IDP-dorp komen van oorsprong uit deze tot 2008 door Georgië gecontroleerde bestuurlijke eenheden in Zuid-Ossetië.
Tijdens het proces ter bepaling van de grens van de Zuid-Ossetische Autonome Oblast in 1922 en welke dorpen binnen de oblast zouden moeten komen, deden Patara en Didi Choervaleti samen met een aantal dorpen, waaronder Avnevi, richting de Sovjet-autoriteiten een appèl om buiten de autonome oblast te blijven. Patara en Didi Choervaleti bleven erbuiten, maar het nabijgelegen Tsinagari belandde wel in de oblast ondanks het aangetekende protest.

## Conflict Zuid-Ossetië

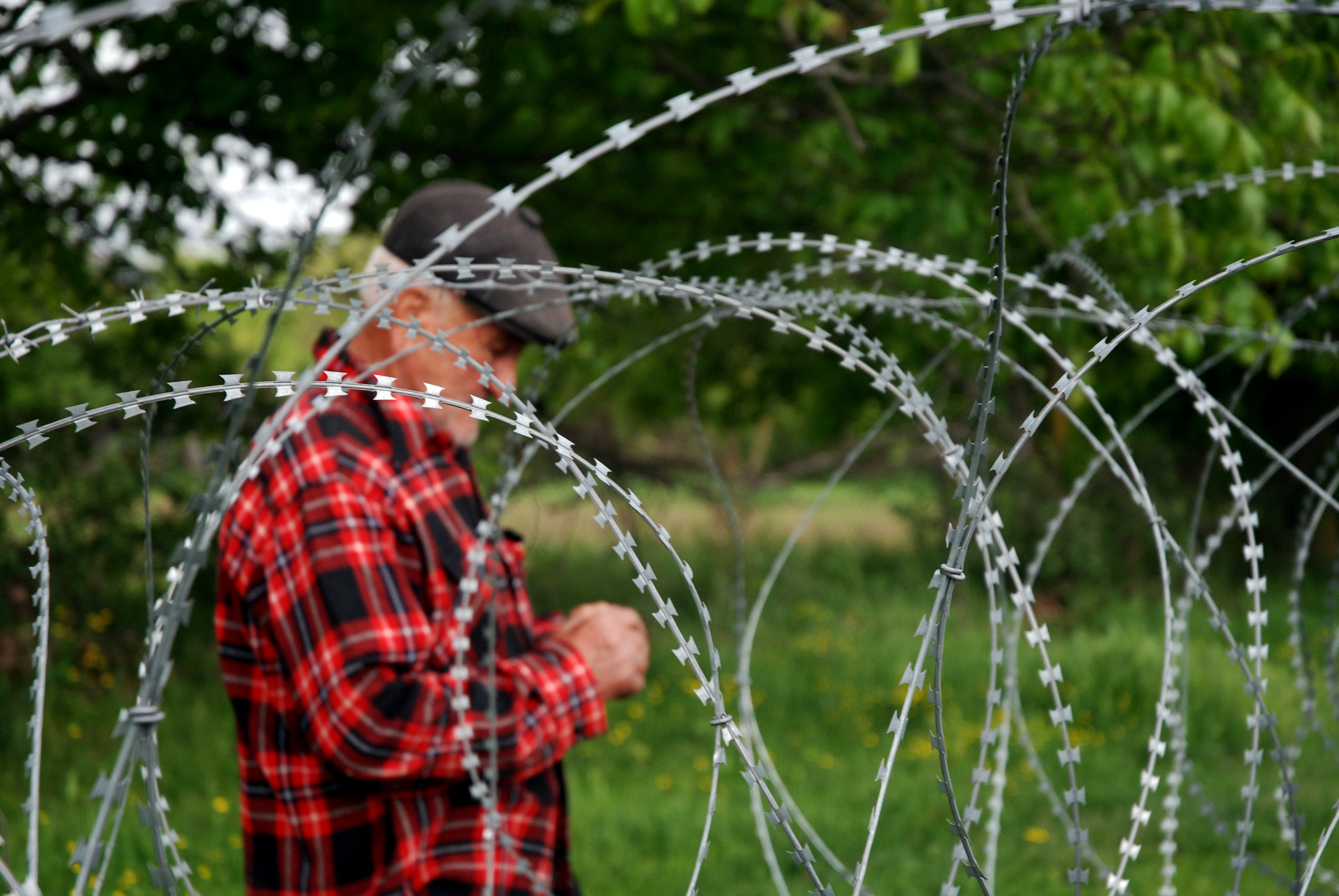
Vanisjvili: "werd wakker in een ander land"

De Choervaleti dorpen liggen direct naast de feitelijke grens met de afscheidingsrepubliek Zuid-Ossetië en merken daar dagelijks de gevolgen van. Na de Russisch-Georgische Oorlog in 2008 werd vanaf 2009 door Russische troepen begonnen met de bouw van gemilitariseerde grenswachtbases vlak aan de grens, waaronder bij Ortsjosani op twee kilometer ten oosten van Choervaleti, en bij Gdoeleti op 2,5 kilometer noordwestelijk van Choervaleti.
Jaarlijks worden (Georgische) burgers in of in de buurt van het dorp gearresteerd of ontvoerd door grenswachten die onder Russische controle staan en worden naar Tschinvali meegenomen voor berechting vanwege "illegaal overschrijden van de grens". In 2010 werd begonnen met installatie van hekken en prikkeldraad langs de grens van Zuid-Ossetië, om deze zo af te sluiten. Choervaleti was een van de eerste plekken langs de conflictlijn die geconfonteerd werden met het proces van "begrenzing" en het ondoorlaatbaar maken van de conflictlijn.
Vanaf 2013 werd dit proces geïntensiveerd, waaronder bij Choervaleti. Op een dag in 2013 vond de bejaarde boer Dato Vanisjvili in Achali Choervaleti zijn huis achter het prikkeldraad, afgescheiden van de rest van Georgië, familie, vrienden en zijn boerenland. Hij kreeg de keuze van Russische troepen: of vertrekken naar de andere kant van het hek of blijven en accepteren dat hij in Zuid-Ossetië woont. Hij weigerde zijn huis te verlaten, ook al maakte dat voor hem onmogelijk naar de andere kant te gaan voor sociaal bezoek en zijn Georgische pensioen te collecteren. Hij werd hiermee een Georgisch icoon voor het verzet tegen wat Georgiërs zien als Russische bezetting.
De Georgische regering maakte hier dankbaar gebruik van en stuurde veel buitenlandse delegaties langs Choervaleti om Vanisjvili zijn verhaal te laten doen. Vanisjvili overleed in maart 2021 op 88-jarige leeftijd in zijn huis na een ziekbed en weigering van Osseetse autoriteiten om in Tbilisi medische zorg te krijgen.

## Demografie
Volgens de volkstelling van 2014 had Patara Choervaleti 414 inwoners. Hiervan waren 379 Georgisch (91,5%) en 35 Osseets (9,2%). Patara Choervaleti kende vóór de vorming van de Zuid-Ossetische Autonome Oblast in 1922 een exclusief Georgische bevolking, maar Didi Choervaleti had een gemengde bevolkingssamenstelling, waarbij de Georgiërs wel de overhand hadden. Gedurende de Sovjet-periode nam het aandeel Osseten in beide dorpen toe, en ondanks het Georgisch-Ossetisch conflict zijn de dorpen gemengd van samenstelling gebleven. 
| Aantal inwoners in Choervaleti                               | Aantal inwoners in Choervaleti | Aantal inwoners in Choervaleti | Aantal inwoners in Choervaleti | Aantal inwoners in Choervaleti | Aantal inwoners in Choervaleti | Aantal inwoners in Choervaleti | Aantal inwoners in Choervaleti | Aantal inwoners in Choervaleti | Aantal inwoners in Choervaleti |
|                                                              | 1917                           | 1923                           | 2002                           | 2014                           |                                |                                |                                |                                |                                |
| ------------------------------------------------------------ | ------------------------------ | ------------------------------ | ------------------------------ | ------------------------------ | ------------------------------ | ------------------------------ | ------------------------------ | ------------------------------ | ------------------------------ |
| Patara Choervaleti                                           | 89                             | -                              | 199                            | 414                            |                                |                                |                                |                                |                                |
| Didi Choervaleti                                             | 346                            | 574                            | 379                            | 352                            |                                |                                |                                |                                |                                |
| Achali Choervaleti                                           | -                              | -                              | 63                             | 34                             |                                |                                |                                |                                |                                |
|                                                              |                                |                                |                                |                                |                                |                                |                                |                                |                                |
| Georgiërs                                                    | 377                            | 521                            | 386                            | 688                            |                                |                                |                                |                                |                                |
| Osseten                                                      | 58                             | 53                             | 247                            | 111                            |                                |                                |                                |                                |                                |
| Verantwoording data: 1917, 1923, volkstellingen 2002 en 2014 |                                |                                |                                |                                |                                |                                |                                |                                |                                |